# 同方部
同方部是清华大学早期建筑之一，建於1909至1911年，位于清华学堂北侧，清华大礼堂前草坪的东侧，是清華大學最早的禮堂，目前作為校友總會的辦公處。

## 名稱由來
“同方部”涵义有不同的解释，其中一种说法是：「当年清华学堂为留美预备生而设，并无专业，『同方部』是今日的『基础课部』之意」。另一種較為普遍的說法則是：「『同方』两字源于《礼记·儒行》中：『儒有合志同方，营道同术，并立则乐，相下不厌』這句，其中『方』作『道义』、『法则』解釋，『同方部』就是『志同道合者相聚的地方』。」
校辦企業清華同方，其名稱取自於同方部。

## 建築風格
同方部是一栋灰砖墙、红瓦坡顶、欧式风格的矮楼。其西部是單層建築，佔地面積較大，有朝南面的正面門廊；東部為二層建築，有個朝南開的門。在朝向大草坪的门楣上悬刻着“同方部”三个大字的匾额。

## 歷史
同方部初期作為学校的礼堂，並且在很长一段时间作为崇奉孔子的场所，每年農曆八月廿七日都會祭孔。1920年大禮堂完工後，改做他用。1923年「德育指导部」成立后，成為课外训育活动的场所，並改名為同方部。
1914年11月5日，著名思想家梁启超先生來到清華大學，在同方部给清华学生作了题为“君子”的演讲，引述易经中“天行健，君子以自强不息”及“地势坤，君子以厚德载物”，对清华学子给予厚望。后“自强不息、厚德载物”被定为校训。
1925年，清华改办大学以后，同方部被當作小礼堂，並會舉辦一些演讲、聚会和社团活动。
同方部曾經多次做過懷念前人的舉辦地點。1936年10月，鲁迅先生逝世时，清华文学会在此舉辦追悼大会，闻一多、朱自清等出席；1948年7月，舉辦闻一多遇害两周年纪念会；1948年8月朱自清逝世时，同方部也舉辦了活動。
一二九运动期間，同方部是支持国民党的学生聚会之地，因此这一派也被称作“同方部派”、「小禮堂派」；相对的一派被称作“大礼堂派”，支持共产党。
目前同方部作為清華大學校友總會的所在處，每逢校庆日，這裡會掛上“热烈欢迎校友返校”的横幅，許多返校校友會在此合影。
2001年被国务院正式公布为第五批全国重点文物保护单位。2016年被列入為“首批中国20世纪建筑遗产”。